# Schweizerische Gefangenengewerkschaft
Die Schweizerische Gefangenengewerkschaft (SGG), auch Bund zum Schutze der Gefangenen genannt, war ein Schweizer Verein, der vorgab, die Interessen von Strafgefangenen zu verteidigen. Die SGG wurde 1968 von bekannten Persönlichkeiten aus Politik, Wirtschaft und Gesellschaft in Bern gegründet; ihr langjähriger Präsident war Walter Haesler. Politisch war sie der Mitte zuzuordnen; so erntete sie zu Beginn Kritik vonseiten rechter Medien, nach der Generalversammlung von 1973 jedoch starke Kritik von der Linken, die den Begriff „Gewerkschaft“ für sich beanspruchte. Wegen ihrer Zusammenarbeit mit den Schweizer Justizbehörden wurde sie (nicht nur) von Strafgefangenen zunehmend kritisiert, gar keine Gewerkschaft im eigentlichen Sinne zu sein bzw. nicht die Interessen von Strafgefangenen, sondern des Staates zu vertreten. Regionale Sektionen der SGG existierten bis in die 1980er Jahre, ehe der Verein sich auflöste.

## Gründung und erste Jahre
Am 18. November 1968 gründeten der Berner Fürsprecher und Notar Hans Ellenberger, der Zürcher Psychologe Walter Haesler, der Berner Pfarrer Kurt Marti, der Fribourger Bankdirektor René Meuwly, der Berner Geschäftsführer Hans Schmid und die beiden Berner Gemeinderäte Klaus Schädelin und Hans Martin Sutermeister in Bern die Schweizerische Gefangenengewerkschaft als „Verein im Sinne von Art. 66 ff des Schweiz. ZGB“. „Die Namensgebung sei … mit Rücksicht auf internationale Uebereinstimmung – in Deutschland gibt es eine solche Gewerkschaft – erfolgt.“ Gemäss ihren Statuten bezweckte sie „die Wahrung der Interessen von Personen, die in der Schweiz [, ausnahmsweise auch im Auslande,] im Freiheitsentzug stehen oder gestanden sind“; insbesondere bezweckte sie „eine teilweise Änderung der Rechtsnormen über das Strafrecht, das Strafprozessrecht, den Strafvollzug und das Disziplinarrecht.“ Der Mitgliederbeitrag betrug „jährlich 20 Franken: für Mitglieder im Freiheitsentzug wird kein Beitrag erhoben. Daneben hofft[e] man auf freiwillige Zuwendungen“. Das Sekretariat der SGG befand sich an der Aarbergergasse 46 in Bern.
Die Gründung der SGG wurde zunächst in rechten Medien misstrauisch zur Kenntnis genommen; so schreibt das katholisch-konservative Luzerner Vaterland:

„Unter dem etwas zwielichtigen Namen «Gefangenengewerkschaft» wurde vor einiger Zeit eine Organisation auf schweizerischer Ebene gegründet, über deren Ziele weitgehend Unklarheit herrschte. Sie stellte sich soeben in Bern der Presse vor, wobei das Interesse eher als bescheiden zu betrachten war. [Diese «Gewerkschaft» hat] mit dem Namen höchstens den Begriff der Solidarität gemeinsam …, sonst sich aber eher als eine Organisation zur Betreuung von Strafgefangenen darstellte, … [Absatz] Man wird nun zunächst die Entwicklung dieser neuen Organisation abwarten müssen. Rückt der Gedanke der Betreuung in den Vordergrund, dann könnte eine nützliche Tätigkeit erwartet werden. heute, so wurde ausgeführt, schüttelt die Fachwelt noch den Kopf, während von Laienseite die Bestrebungen begrüsst würden. Mann wird dann sehen, in welcher Richtung die Entwicklung verläuft.“

„Die erste Reaktion … war zum Tell resolut ablehnend: «Überflüssig», «das hat sich nicht aufgedrängt», «verbieten kann man das nicht – wir haben ja Vereinsfreiheit». So lauteten erste, spontane Kommentare von Männern, die im Strafvollzugswesen der Schweiz leitende Stellungen einnehmen. Der sanktgallische Regierungsrat Mathias Eggenberger, Chef des Polizeidepartementes, äusserte zur «Berner Tagwacht» (9. Dezember 1968), dass die Schutzaufsicht gut funktioniere und für die Wiedereingliederung Strafentlassener genügend gesorgt sei. Von denen, die nach ihrer Entlassung nicht unter Schutzaufsicht kommen, weil sie ihre Strafe ganz absitzen mussten, sprach Eggenberger freilich nicht. Der – zugegeben – etwas provozierende Name «Gewerkschaft» weist darauf hin, dass der «Gefangene» durch diese neue Organisation nicht erst nach seiner Entlassung, sondern schon vorher, wenn möglich bereits von der Untersuchungshaft an, vermehrten Beistand finden soll. Vielleicht ist es diese Seite des Gewerkschaftsprogramms, die das Strafprozessrecht und den Strafvollzug betrifft, die den dafür zuständigen Instanzen Unbehagen bereitet. Nur richtet sich die Tätigkeit der Gefangenengewerkschaft keineswegs gegen diese Instanzen selbst, etwa im antiautoritären Sinn extremer Studentenrebellion! Es wird also nicht der Aufstand der Gefangenen geplant oder geprobt! Beabsichtigt sind vielmehr notwendige Reformen im Sinne der im vergangenen Jahr viel gefeierten und besprochenen Menschenrechtskonvention.“

Arthur Villard stand mit der SGG in Verbindung.
1969 gründete die SGG zusammen mit der Deutschen und Österreichischen Gefangenengewerkschaft in Bad Nauheim den Internationalen Gefangenengewerkschaftsbund. (Auch die Deutsche Gefangenengewerkschaft galt in Linken Kreisen als skurrile Organisation.)
Ab 1970 publizierte sie ein für vierteljährliche Erscheinung konzipiertes Mitteilungsblatt mit Kommentaren zu Strafrechtsreformen, Literaturbesprechungen,  Berichten über Gefängnisbesuche, Tätigkeitsprogrammen ihrer regionalen Sektionen sowie „Mitteilungen“ an ihre Mitglieder.
Im Frühjahr 1971 wurden in Bern und Zürich Sektionen der SGG gegründet; wenig später auch in Basel und in der Romandie. „Kontakte mit Anstaltsdirektoren, Behörden und ähnlichen Organisationen im Ausland“ wurden hergestellt; „ein Dokumentationszentrum für Strafrecht und Strafvollzug“ sollte aufgebaut werden.

## Die Generalversammlung von 1973 und danach
Zunehmend wurde die SGG von linken Medien angegriffen. Ausschlag dazu gab vor allem die Generalversammlung der SGG vom 30. Juni 1973 im Stadtcasino Basel, bei der über 80 Angehörige, meist Jüngere, der Offenen Arbeitsgruppe zur Erneuerung des Strafvollzugs, „einem losen Zusammenschluss verschiedener lokaler Arbeitsgruppen, die sich mit der Betreuung von Gefangenen und dem Strafvollzug“ befassten, der SSG beitreten wollten. Der Vorstand der SGG lehnte aber diese Aufnahmegesuche „gesamthaft“ ab, worauf sich die „Offene Arbeitsgruppe zur Erneuerung des Strafvollzugs“ als Konkurrenzverein zur SSG herausbildete. Gemäss der Offenen Arbeitsgruppe verdiente die SGG den Namen „Gewerkschaft“ nicht, da „der Vorstand und die meisten Mitglieder nicht Gefangene, sondern Vertreter der Behörden und diesen nahestehende Kreise sind. Dies wird mit Interesselosigkeit der Gefangenen begründet“.
Noch am gleichen Tag der SGG-Generalversammlung beschloss die Offene Arbeitsgruppe zur Erneuerung des Strafvollzugs, „einen gesamtschweizerischen Verein zu gründen; die Gründungsversammlung wurde auf den 29. September 1973 festgesetzt. Die in der Romandie aktive „Groupe Action Prison“ arbeitete ab April 1974 mit der ASTRA zusammen und gab ab Sommer 1976 eine eigene Zeitschrift heraus: Le passe-muraille.“ (Die ASTRA wurde „formell aufgelöst per Ende 1978“)
Ende Juli 1973 kündigten die drei Basler Strafgefangenen Lukas Althaus, Fritz Breitenstein und Walter Stürm in einem offenen Brief ihren Austritt aus der SGG an. Als Grund sieht Dieter Zeller

„das klägliche Scheitern einer Organisation, an die alle, die sich mit einer umfassenden Reform des Strafvollzugs befassen, einmal hohe Erwartungen geknüpft haben. … Man ist zu sehr beschäftigt mit hochfliegenden Plänen für neue Spezialanstalten, die sich auf dem Papier wundervoll ausnehmen, in der Praxis jedoch nie gebaut werden.“

„Die SGG nennt sich eine Gewerkschaft, weigert sich jedoch, gewerkschaftliche Aufgaben zu übernehmen, wozu auch Kollektiv- und Einzelbetreuung von Strafgefangenen gehört. Die SGG verbindet ihre Organisation in unklarer Weise mit Namen von Anstaltsdirektoren (und erschwert damit deren Positionen bei ihren Gefangenen), ohne dass diese Mitglieder der SGG sind. Schliesslich will die SGG Reformen beim Strafvollzug ohne Bezug zu Veränderungen in der Gesamtgesellschaft erreichen. In einem Satz: die SGG will den Pelz waschen, ohne ihn nass zu machen. Eine solche Organisation richtet sich selbst.“

Die Basler National-Zeitung druckte den offenen Brief anonymisiert (d. h. nur mit den Initialen der drei Autoren) am 15. August ab, obwohl er zwei Wochen davor mit vollen Namen bereits in der Basler Abend-Zeitung gedruckt wurde; anders als die Abend-Zeitung gab die National-Zeitung der SGG aber gleichzeitig Gelegenheit für eine Replik. Darin verteidigte sich die Gefangenengewerkschaft u. a. wie folgt:

„Alle für die Schweizerischen [sic] Gefangenengewerkschaft arbeitenden Personen leisten diese Arbeit ehrenamtlich und ausserhalb ihrer ordentlichen Berufstätigkeit. Es stellte sich in der Folge heraus, dass die Einzelbetreuung – in dem Masse, wie sie von uns verlangt wurde – einen Umfang annahm, dem wir finanziell und personell nur teilweise gewachsen waren. Insbesondere war es uns unmöglich, Gefangene in der ganzen Schweiz in den Gefängnissen aufzusuchen, ihre Beschwerden entgegenzunehmen und abzuklären. Dagegen haben alle Entlassenen, die sich um Rat an uns wandten, jederzeit unentgeltlich Auskunft erhalten. … [Absatz] Die SGG legte daher das Hauptgewicht ihrer Tätigkeit auf die kritische Bearbeitung des Strafrechtes, des Strafprozessrechtes und des Strafvollzuges, auf die Orientierung der Oeffentlichkeit über die ihr zum grössten Teil unbekannten Probleme und die Reformbedürftigkeit des Strafvollzuges. … [Absatz] Es geht uns darum, durch Aufklärung der Oeffentlichkeit und durch Eingaben an Behörden Verbesserungen herbeizuführen, die allen zugute kommen, und nicht darum, wie dies bei einzelnen sogenannten «progressiven» Gruppen der Fall ist, unter dem Vorwande der Sorge um den Strafvollzug politische Ziele zu erreichen.“

In folgenden Jahren machte die SGG wenig von sich reden.

## 1980er Jahre
Ca. 1981 erschien die Nr. 1 des Durchblick der Schweizerischen Gefangenengewerkschaft.
Im Januar 1983 forderte die SGG mit einer Eingabe erfolglos „die eidgenössischen Räte auf, «Inhaftierten, die wegen Cannabiskonsum oder Cannabishandel verurteilt wurden, eine generelle Amnestie zu gewähren»“.
Im Mai 1983 protestierte die SGG „dagegen, dass beim Fluchtversuch eines 19jährigen Insassen im Bezirksgefängnis Zurzach (AG) in der Nacht zum Freitag gleich zur Pistole gegriffen wurde“ und wollte „in einer Petition den Grossen Rat des Kantons Aargau als Aufsichtsinstanz auffordern, eine unabhängige Untersuchungskommission einzusetzen, welche die Zustände im Bezirksgericht Zurzach überprüft.“
Im Oktober 1983 reichte sie beim Basel-landschaftlichen Landrat Petitionen „betreffend Verwirklichung der Anstaltsreform nach Art. 93ter StGB“ und „betreffend die Abschaffung der Arreststrafen in schweizerischen Strafanstalten, Untersuchungsgefängnissen und Erziehungsheimen“ ein.
Im November 1983 forderte die SGG „den Berner Grossen Rat auf, eine unabhängige Untersuchungskommission in der kantonalen Frauen-Strafanstalt Hindelbank (BE) einzusetzen“, da Insassinnen dort „von männlichem Personal geschlagen worden“ sei.
Im April 1984 trat die SGG mit einer „Forderung nach einem Insassenrat in der Strafanstalt Regensdorf“ an die Öffentlichkeit. Das grösste Problem ihrer Glaubwürdigkeit waren dabei erneut Zweifel an ihrer Repräsentativität.
Über die Auflösung der SGG ist nichts bekannt.

### Monografien
Über die Schweizerische Gefangenengewerkschaft hinterliessen die Mitgründer Kurt Marti und Hans Martin Sutermeister folgende Schriften:
- Kurt Marti: Notizen und Details 1964–2007: Beiträge aus der Zeitschrift “Reformatio”. Hrsg.: Hektor Leibundgut, Klaus Bäumlin und Bernard Schlup. Theologischer Verlag Zürich, Zürich 2010, ISBN 978-3-290-17541-2, Schweizerische Gefangenengewerkschaft, S. 293–298.
- Hans Martin Sutermeister: Summa Iniuria: Ein Pitaval der Justizirrtümer. passim, besonders zu den Fällen Pierre Jaccoud, Maria Popescu, Walter Gross und Robert Willi. Elfenau Verlag, Basel 1976, OCLC 800806162 (Volltext [abgerufen am 10. Dezember 2012]).

Kritische Bücher:
- Helen Stotzer: Bewegung in Schweizer Gefängnissen: Einfluss und Grenzen ausserparlamentarischer Opposition im politischen System. Seminararbeit. Historisches Seminar der Universität Bern, Bern 1996.
- Thomas Faerber (Autor); Bernhard C. Schär und Ruth Ammann (Redakteure): Bern 68: Lokalgeschichte eines globalen Aufbruchs: Ereignisse und Erinnerungen. hier + jetzt, 2008, ISBN 978-3-03919-078-2.
- VAS Oekumenische Gefangenengewerkschaft (Hrsg.): Ein Jahr danach: Gelbbuch: Gefangene der Strafanstalt Regensdorf erzählen, wie sie die Revolte vom 13.12.80 erlebten: seither hat sich dieses Zuchthaus zu einem der härtesten Knäste der Schweiz entwickelt. VAS, Zürich, OCLC 696039380 (1981 oder 1982).

### Zeitschriftenartikel
In der Dokumentensammlung der SGG finden sich die folgenden Zeitungsausschnitte:
- Berner Tagwacht. 9. Dezember 1968 (Nicht in der Dokumentensammlung der SGG im Schweizerischen Wirtschaftsarchiv enthalten).
- Was will die «Gefangenengewerkschaft»? Rubrik: „Unter der Lupe“. In: Vaterland. Nr. 289, 11. Dezember 1968.
- -tomi- (Kürzel): Bei uns überflüssig? Schweizer Gefangenengewerkschaft beginnt Mitgliederwerbung. In: National-Zeitung. Nr. 575. Basel 11. Dezember 1968.
- Für die Rückkehr in die Gesellschaft: Die Schweizerische Gefangenengewerkschaft beginnt Mitgliederwerbung. In: St. Galler Tagblatt. Nr. 583, 12. Dezember 1968.
- W. F. (Kürzel): Krach um «Gefangenengewerkschaft». In: Vorwärts. Nr. 1/2, 9. Januar 1969.
- Marlet Müller-Brauer: Die Strafe beginnt in der Freiheit: Gewerkschaft für Gefangene. In: Die Weltwoche. Nr. 1836, 17. Januar 1969.
- mwg: Begegnung: Gefangenengewerkschaft. In: Neue Zürcher Zeitung. Nr. 197, 30. März 1969, S. 60 (nzz.ch [PDF; 6,3 MB; abgerufen am 26. April 2020]).
- sda: Schweizerische Gefangenengewerkschaft: Gegen die Institution der kurzen Freiheitsstrafen. In: Neue Zürcher Zeitung. Nr. 195, 29. April 1970.
- M. D. (Kürzel): Gefangenengewerkschaft wirkt im stillen. In: National-Zeitung. Nr. 145. Basel 30. März 1971.
- Margret Renner: Die schweizerische Gefangenengewerkschaft und was sie will. In: Basler Volksblatt. Nr. 75, 31. März 1971.
- re. (Kürzel): Was will die schweizerische Gefangenengewerkschaft? In: St. Galler Tagblatt. Nr. 77, 2. April 1971.
- Emmy Moor: Warum braucht es eine Schweizerische Gefangenengewerkschaft? In: Genossenschaft. Nr. 19, 8. Mai 1971.
- Frauen von Gefangenen. (Artikel S. 23). In: Schweizer Illustrierte. 8. Mai 1972, S. 23 und 31 (Nicht in der Dokumentensammlung der SGG im Schweizerischen Wirtschaftsarchiv enthalten).
- Ernst P. Gerber: Abriss einer Selbstaufgabe: Vor vier Jahren wurde die Schweizerische Gefangenengewerkschaft gegründet. In: National-Zeitung. Nr. 291. Basel 21. Juli 1972 (2 Seiten).
- Peter Holenstein: Uebles Spiel mit Gefangenen: Die Geschichte einer guten Idee. In: Die Weltwoche. Nr. 14, 4. April 1973 (2 Seiten).
- sda: «Gefangenengewerkschaft» erhält Konkurrenz. In: Neue Zürcher Zeitung. Nr. 299, 2. Juli 1973.
- mr. (Kürzel): Sozialpartnerschaft im ‹Knast›: Stürmische Generalversammlung der Gefangenengewerkschaft. In: National-Zeitung. Nr. 203. Basel 2. Juli 1973.
- RT. (Kürzel): «Wir möchten auf unsere Art selig werden»: Keine Blutauffrischung bei der Schweizerischen Gefangenengewerkschaft. In: Abend-Zeitung. Nr. 150. Basel 3. Juli 1973.
- tr. (Kürzel): Konkurrenz für Gefangenengewerkschaft. In: Basler Nachrichten. Nr. 152, 3. Juli 1973.
- Walter E. Laetsch: Am gleichen Strick. In: Vaterland. Nr. 175. Luzern 31. Juli 1973.
- AZ. (Kürzel): Aus Gefangenengewerkschaft ausgetreten. Mit Brief von Lukas Althaus, Fritz Breitenstein, Walter Stürm. In: Abend-Zeitung. Nr. 174. Basel 31. Juli 1973.
- Dieter Zeller: Eine «Gewerkschaft», die keine ist! In: Abend-Zeitung. Nr. 174, 31. Juli 1973.
- Dieter Zeller: Nochmals: Gefangenengewerkschaft. In: Abend-Zeitung. Nr. 185. Basel 13. August 1973.
- Schweizerische Gefangenengewerkschaft: Verbesserungen geplant. In: National-Zeitung. Nr. 253. Basel 15. August 1973.
- Lukas Althaus, Fritz Breitenstein, Walter Sturm: Mit Hoffnungen der Gefangenen gespielt: Offener Brief an den Vorstand der Schweizerischen Gefangenen-Gewerkschaft in Bern. In: National-Zeitung. Nr. 253. Basel 15. August 1973.
- ap. (Kürzel): Protest gegen zu schnellen Schuss. In: Vaterland. Nr. 102. Luzern 3. Mai 1983.
- AP. (Kürzel): Schläge in der Strafanstalt? In: Basler Zeitung. Nr. 262, 8. November 1983.
- Eva Wyss: Mitspracherecht der Häftlinge beim Neubau? Gefangenengewerkschaft fordert Insassenrat in Regensdorf. In: Tages-Anzeiger. Nr. 81, 5. April 1984.

### Petitionen
- 83.271 Schweizerische Gefangenengewerkschaft. Amnestiebegehren für Cannabishändler und Cannabiskonsumenten – Syndicat suisse des détenus. Demande d'amnistie pour les trafiquants et les consommateurs de cannabis. In: Nationalrat (Hrsg.): Amtliches Bulletin der Bundesversammlung. 14. Dezember 1983, Petitionen und Gesuche – Pétitions et requêtes, S. 1796 (83.271 Schweizerische Gefangenengewerkschaft. Amnestiebegehren für Cannabishändler und Cannabiskonsumenten – Syndicat suisse des détenus. Demande d'amnistie pour les trafiquants et les consommateurs de cannabis [PDF; abgerufen am 8. Februar 2013]).
- 83.271 Schweizerische Gefangenengewerkschaft. Amnestiebegehren für Cannabishändler und Cannablskonsumenten – Syndicat suisse des détenus. Demande d'amnistie pour les trafiquants et les consommateurs de cannabis. In: Ständerat (Hrsg.): Amtliches Bulletin der Bundesversammlung. Band V, 15. Dezember 1983, Petitionen und Gesuche – Pétitions et requêtes, S. 720–721 (83.271 Schweizerische Gefangenengewerkschaft. Amnestiebegehren für Cannabishändler und Cannablskonsumenten – Syndicat suisse des détenus. Demande d'amnistie pour les trafiquants et les consommateurs de cannabis [PDF; abgerufen am 8. Februar 2013]).
- Petition der Gefangenengewerkschaft vom 6. Oktober 1983 betreffend Verwirklichung der Anstaltsreform nach Art. 93ter StGB. Landratsbeschluss. In: Staatsarchiv Basel-Landschaft (Hrsg.): Landratsprotokolle des Kantons Basel-Landschaft. Band 84/31, Nr. 686, 23. Februar 1984, S. 1031–1037 (Petition der Gefangenengewerkschaft vom 6. Oktober 1983 betreffend Verwirklichung der Anstaltsreform nach Art. 93ter StGB [abgerufen am 8. Februar 2013]).
- Bericht der Petitionskommission vom 21. Oktober 1983 zur Petition der Schweizerischen Gefangenengewerkschaft vom 3. März 1983 betreffend die Abschaffung der Arreststrafen in schweizerischen Strafanstalten, Untersuchungsgefängnissen und Erziehungsheimen. Landratsbeschluss. In: Staatsarchiv Basel-Landschaft (Hrsg.): Landratsprotokolle des Kantons Basel-Landschaft. Band 83/181, Nr. 390, 23. November 1983, S. 514 (Bericht der Petitionskommission vom 21. Oktober 1983 zur Petition der Schweizerischen Gefangenengewerkschaft vom 3. März 1983 betreffend die Abschaffung der Arreststrafen in schweizerischen Strafanstalten, Untersuchungsgefängnissen und Erziehungsheimen [abgerufen am 8. Februar 2013]).